# Vaccinium pseudocaudatum
Vaccinium pseudocaudatum är en ljungväxtart som beskrevs av Herman Otto Sleumer. Vaccinium pseudocaudatum ingår i Blåbärssläktet, och familjen ljungväxter. Inga underarter finns listade i Catalogue of Life.